# المرأة في الجزائر
شهدت الجزائر، منذ استقلالها، صراعًا مستمرًا بين الناشطات في مجال حقوق المرأة والتيارات المحافظة حول مكانة المرأة في المجتمع الجزائري. فقد ساهم قانون الأسرة الجزائري لعام 1984 في ترسيخ عدد من أشكال التمييز وعدم المساواة بين الجنسين، مما أثار موجة من الانتقادات من قبل المدافعين عن حقوق المرأة.
وفي عام 2005، تم إدخال إصلاحات تدريجية على هذا القانون، حيث أُجريت تعديلات قانونية تهدف إلى تحسين وضع المرأة وتعزيز بعض حقوقها، إلا أن تلك الإصلاحات لم تصل إلى مستوى المساواة الكاملة، وظلت موضع جدل بين الجهات المؤيدة والمعارضة.

## نبذة
الجزائر هي دولة تقع في شمال إفريقيا على ساحل البحر الأبيض المتوسط. خضعت الجزائر لحكم استعماري فرنسي طويل، إلى أن نالت استقلالها عن فرنسا عام 1962. وقد أثّرت الحرب الأهلية الجزائرية (1991–2002) سلبًا على أوضاع النساء ورفاهيتهن.
يشكل العرب والأمازيغ نحو 99% من سكان الجزائر، وتشير التقديرات إلى أن نسبة مماثلة تقريبًا من السكان مسلمون، ومعظمهم من السنة. وكما هو الحال في معظم بلدان منطقة الشرق الأوسط وشمال إفريقيا، يُنظر تقليديًا إلى المرأة الجزائرية على أنها الراعية لشؤون المنزل. ومع ذلك، فإن النساء في الجزائر يشكلن 65% من خريجي الجامعات، وهن بذلك الفئة الأكثر تعليمًا مقارنة بالرجال.
كما تحتفظ الجزائر بثقافة قوية ترتبط بمفهوم "شرف العائلة"، وهي ثقافة سائدة حتى بين بعض الفئات الليبرالية في المجتمع.

## الزواج والحياة الشخصية
السن القانوني للزواج في الجزائر هو تسعة عشر عامًا للرجال والنساء. غير أن الكثير من النساء الجزائريات اليوم يتزوجن في سن متأخرة مقارنةً بما كان عليه الوضع في زمن الاستعمار الفرنسي. ويُعزى هذا التحول إلى التحصيل العلمي، والالتزام بالعمل، وتغير المواقف الاجتماعية.
وفي عام 2010، بلغ معدل الخصوبة الإجمالي 1.76 طفل لكل امرأة، وهو انخفاض ملحوظ عن معدل 2.41 في عام 2009، مقارنة بـ 7.12 في سبعينيات القرن الماضي عقب حرب الاستقلال.
أثناء الاستعمار، كانت السلطات الفرنسية تُعارض ارتداء الحجاب بسبب طبيعة دستورها العلماني المستند إلى إعلان حقوق الإنسان والمواطن الصادر عام 1789، والذي يشكّل مرجعية أساسية لمبدأ اللائكية في الدولة الفرنسية، أي الفصل بين الدين والدولة.

## التعليم والتوظيف
في عام 1845، افتتحت أوجيني أليكس لوس أول مدرسة مخصصة للفتيات في الجزائر، وهي مدرسة لوس-بنابن في مدينة الجزائر. ومع ذلك، لم تكن العائلات الجزائرية الأصلية تسمح غالبًا لبناتها بالدراسة في المدارس العلمانية، واقتصرت فرص التعليم في المدارس الفرنسية على نخبة صغيرة جدًا من الفتيات.
كانت نسبة الأميات بين النساء الجزائريات قبل الاستقلال مرتفعة جدًا، نتيجة حظر فرضه الاستعمار الفرنسي على التعليم الإسلامي، ما أدى إلى إغلاق عدد كبير من المدارس، حتى بات عدد المؤسسات التعليمية لا يلبي الحد الأدنى من احتياجات البلاد.
بعد الاستقلال، بدأت الجزائر بإعادة بناء منظومتها التعليمية. وفي عام 1990، التحق 93% من الأولاد و83% من الفتيات الذين تتراوح أعمارهم بين 6 و15 عامًا بالمدارس. كما أن الفتيات شكّلن 49% من المترشحين لامتحان البكالوريا، وبلغت نسبة الطالبات في الجامعات 40% من مجموع الطلاب.
وفقًا لتقارير هيئة الأمم المتحدة للمرأة ، بلغت نسبة محو الأمية بين النساء 81.4%، مقارنة بـ 75.3% بين الرجال، وهو ما يعكس تقدمًا ملحوظًا في تعليم المرأة الجزائرية.
تتمتع النساء في شمال إفريقيا، وبشكل خاص في الجزائر، بحقوق إنسانية أكثر بكثير مقارنة بنظيراتهن في الدول المجاورة وفي بقية الدول الإفريقية. يمكن للمرأة الجزائرية أن ترث الممتلكات (وفقًا لقانون الأسرة المستمد من الشريعة الإسلامية في توزيع الميراث بين الرجال والنساء)، وأن تحصل على الطلاق، وأن تحتفظ بحضانة أطفالها، وأن تنال التعليم، وأن تعمل في العديد من قطاعات المجتمع.
تشكل النساء 70% من المحامين في الجزائر، و60% من القضاة. كما أنهن يهيمنّ على مجالات الطب، والرعاية الصحية، والعلوم. وبشكل متزايد، تساهم النساء في الجزائر بنسبة أكبر من الرجال في دخل الأسرة. وحتى عام 2007، شكّلت النساء 65% من طلاب الجامعات، وانضمت أكثر من 80% منهن إلى سوق العمل بعد التخرج. كما يشجّع أفراد العائلة النساء على التعلّم والمساهمة في المجتمع الجزائري.
تُعدّ النساء الجزائريات من أوائل نساء شمال إفريقيا اللواتي أصبحن سائقات لسيارات الأجرة والحافلات. كما تتزايد أعدادهن في صفوف الشرطة والمجالات الأمنية. بالإضافة إلى ذلك، ووفقًا لتقرير صادر عن منظمة اليونسكو في فبراير 2021 بعنوان "السباق مع الزمن من أجل تنمية أكثر ذكاءً"، تبلغ نسبة المهندسات بين خريجات الجامعات في الجزائر 48.5%.

## تاريخ
كانت الجزائر مستعمرة فرنسية، تُعرف بالجزائر الفرنسية، بين عامي 1830 و1962. في القرن التاسع عشر، عاشت النساء الجزائريات في عزلة جنسانية داخل الحريم. لم يفعل الفرنسيون الكثير لتحرير المرأة. في معاهدة "الاتفاقية الفرنسية الجزائرية لعام 1830" التي وُقعت في 5 يوليو 1830 بين الفرنسيين وحسين داي، آخر باي للجزائر، وافق الفرنسيون على احترام العادات الثقافية التقليدية للجزائريين، مما يعني أن القانون الفرنسي كان يطبق فقط على النساء الفرنسيات المستعمرات، بينما استمرت النساء الجزائريات الأصليات في الخضوع للشريعة الإسلامية. ونتيجة لذلك، ظل وضع المرأة الجزائرية دون تغيير لفترة طويلة، وكانت جميع الإصلاحات بطيئة عندما تحدث أصلاً.
بينما أسست أوجيني أليكس لوس مدرسة في أربعينيات القرن التاسع عشر قبلت فيها الفتيات الجزائريات كطالبات، كان هذا مثالاً معزولاً. لم ينطبق قانون جول فيري الفرنسي، الذي فرض التعليم الابتدائي الإلزامي لكلا الجنسين والذي أُدخل في ثمانينيات القرن التاسع عشر، على الفتيات الجزائريات، وفي خمسينيات القرن العشرين لم تكن سوى 4% من الفتيات الجزائريات ملتحقات بالمدارس. في عام 1930، افتُتحت مراكز تعليمية للنساء الجزائريات، لكن عدد الطالبات كان قليلاً، وفي عام 1962 كانت نسبة الأمية بين النساء الجزائريات 90%. وبسبب معاهدة 1830، اقتصرت إصلاحات الفرنسيين لصالح حقوق المرأة في الجزائر إلى حد كبير على منح المرأة حقوقاً أكبر في الطلاق، وإصلاحات تتعلق بحق التصويت ورفع سن الزواج للنساء في عام 1958.
اعتُبرت العادات والتقاليد المحمية بمعاهدة 1830 في الجزائر الفرنسية حصناً للمقاومة ضد الاستعمار الفرنسي من قِبل الجزائريين. ونتيجة لذلك، ظل الجزائريون محافظين جداً فيما يتعلق بحقوق المرأة، باستثناء نخبة صغيرة متعلمة، وقوبلت اقتراحات إصلاح قانون الأسرة الإسلامي بمقاومة شديدة في ثلاثينيات القرن العشرين.
لم تجد حقوق المرأة دعماً بين الجزائريين إلا في الأربعينيات، حيث تم دمج النساء في النضال السياسي من أجل الاستقلال، ومن داخل النظام السياسي تأسست أولى المنظمات النسائية، وأبرزها اتحاد النساء الجزائريات وجمعية النساء المسلمات الجزائريات. خلال حرب الاستقلال الجزائرية، استُخدم الحجاب من قبل كل من الجزائريين والفرنسيين؛ فقد استخدم الفرنسيون كشف الحجاب عن النساء كرمز للتحرر الذي يمكن أن تحققه النساء بدعم من الفرنسيين، بينما اعتبر الجزائريون الحجاب رمزاً للمقاومة ضد الاستعمار. وبعد الحرب، لم تحقق النساء التحرر، بل خضعن بدلاً من ذلك لقانون أسرة محافظ وقمعي.

## دور المرأة في حرب الجزائر
أدت النساء عددًا من الأدوار المختلفة خلال حرب الجزائر. وقد انضمت غالبية النساء المسلمات اللواتي شاركن فعليًا في الحرب إلى صفوف جبهة التحرير الوطني. في المقابل، شاركت فرنسا ببعض النساء في جهودها الحربية، لكنهن لم يكن مدمجات بالكامل في العمليات، ولم يُكلفن بتنوع المهام نفسها التي تولّتها نظيراتهن الجزائريات.
يُقدّر العدد الإجمالي للنساء اللواتي شاركن في النزاع، وفقًا لسجلات تسجيل المحاربين القدامى بعد الحرب، بنحو 11,000 امرأة، غير أن هذا الرقم قد يكون أقل من الواقع بسبب عدم التبليغ الكافي عن المشاركات.
يوجد تمييز واضح بين نوعين من النساء المشاركات في الحرب: النساء الحضريات والنساء الريفيات. فقد شكّلت النساء الحضريات حوالي 20% من إجمالي القوة، وكنّ قد تلقين قدرًا من التعليم، وغالبًا ما اخترن الانضمام إلى جبهة التحرير الوطني بإرادتهن الحرة. أما النساء الريفيات، اللواتي شكّلن النسبة المتبقية (80%)، فغالبًا ما كانت مشاركتهن نتيجة القرب الجغرافي من عمليات الجبهة، مقترنة بالإجبار.
عملت النساء في عدد من المجالات المختلفة خلال فترة التمرد. فقد "شاركت النساء بنشاط كمقاتلات، وجواسيس، وجامعات تبرعات، بالإضافة إلى كونهن ممرضات، وطاهيات". كما قدمت النساء الدعم للقوات القتالية من الرجال في مجالات مثل النقل، والاتصالات، والإدارة. وشملت مشاركة المرأة أدوارًا قتالية وغير قتالية على حد سواء.
ورغم أن معظم المهام التي اضطلعت بها النساء كانت تندرج ضمن الأدوار غير القتالية، فإن الأفعال العنيفة التي شاركت فيها قلة منهن حازت اهتمامًا أكبر. ومع ذلك، فإن "الشبكات الداعمة في المناطق الريفية (المعاقل/المَكيس)"، والتي كانت تُشغّلها النساء الريفيات، ضمّت الغالبية الساحقة من المشارِكات. وليس القصد من هذا التوضيح التقليل من شأن النساء اللواتي شاركن في أعمال قتالية، بل للإشارة فقط إلى أنهن كنّ أقلية مقارنة ببقية المشارِكات.

## شخصيات بارزة
- كاهنة: قائدة دينية وعسكرية أمازيغية في القرن السابع، قادت المقاومة المحلية ضد التوسع العربي في شمال غرب إفريقيا.
- جميلة بوحيرد وجميلة بوباشا: من الثوريات والمناضلات الجزائريات اللاتي ناهضن الاستعمار الفرنسي للجزائر في ستينيات القرن العشرين.
- آسيا جبار: روائية ومترجمة ومخرجة سينمائية. تتناول معظم أعمالها العقبات التي تواجهها النساء، وتُعرف بموقفها النسوي الواضح.
- زهرة ظريف: محامية متقاعدة ونائبة رئيس مجلس الأمة، الغرفة العليا في البرلمان الجزائري.
- حسيبة بن بوعلي: إحدى القياديات في حرب الاستقلال الجزائرية، قتلتها القوات الفرنسية في مخبئها عام 1957.